# Spartanburg megye
Spartanburg megye az Amerikai Egyesült Államokban, azon belül Dél-Karolina államban található. Megyeszékhelye és legnagyobb városa Spartanburg. Lakosainak száma 327 997 fő (2020. április 1.). Spartanburg megye Rutherford, Cherokee, Union, Laurens, Greenville és Polk megyékkel határos.

## Népesség
A megye népességének változása:
| Lakosok száma | 284 727 | 286 333 | 288 583 | 290 969 | 297 302 | 327 997 |
|               | 2010    | 2011    | 2012    | 2013    | 2015    | 2020    |